# مشروع تنمية شمال سيناء
هو مشروع لتحقيق التنمية الشاملة والمستدامة لمنطقة شمال شبه جزيرة سيناء، يتضمن مشروعات بنية تحتية واستثمارية ضخمة في مجالات الزراعة والثروة السمكية والصناعة والسياحة والإسكان والأمن والنقل والتعليم والطاقة تمتد في نطاق 4 محافظات هي شمال سيناء وبورسعيد والإسماعيلية والسويس.

## قطاع الزراعة واستصلاح الأراضي
هو مشروع زراعي لاستصلاح مساحة تتراوح ما بين 456 ألف إلى نصف مليون فدان في شمال سيناء يتم ريها من خلال محطات المعالجة الثلاثية لمياه الصرف الزراعي.

### التاريخ
- بدأت فكرة توصيل مياه النيل إلى سيناء في عام 1979 تحت عنوان "مشروع زمزم الجديد" في عهد الرئيس أنور السادات.[4]
- أطلق الرئيس حسنى مبارك مشروع ترعة السلام في عام 1997.[5]
- تم إطلاق مياه نهر النيل لأول مرة عبر ترعة السلام في 25 أكتوبر 1998.[6]
- تم إطلاق مياه النيل لأول مرة في أربعة مآخذ بترعة الشيخ جابر الصباح في 8 سبتمبر 2011.[6]
- افتتح الرئيس عبد الفتاح السيسي محطة المحسمة في 22 أبريل 2020.[7]
- افتتح الرئيس عبد الفتاح السيسي محطة بحر البقر في 27 سبتمبر 2021.[8]

### التمويل
- تم تمويل مشروع ترعة الشيخ جابر الصباح من خلال قروض كويتية ميسرة مقدمة من الصندوق الكويتي للتنمية الاقتصادية العربية.[9][10]
- تم تمويل مشروع محطة المحسمة من خلال قروض سعودية ميسرة في إطار برنامج الملك سلمان بن عبد العزيز لتنمية شبه جزيرة سيناء.[11]
- تم تمويل مشروع محطة بحر البقر من خلال قروض كويتية ميسرة مقدمة من الصندوق الكويتي للتنمية الاقتصادية العربية.[12]

### مناطق الاستصلاح

#### مناطق ترعة السلام وترعة الشيخ جابر
زمام الأراضي المترتب ريه علي ترعة السلام وترعة الشيخ جابر الصباح:
- المرحلة الأولى: يبلغ إجمالي الزمام المترتب ريه علي ترعة السلام من الفم حتى سحارة السلام 220 ألف فدان غرب قناة السويس موزعة علي النحو التالي:
  - منطقة العطوي والمطرية البحرية والقبلية زمام 13 ألف فدان (في نطاق محافظة الدقهلية).
  - منطقة شمال سهل الحسينية زمام 30 ألف فدان (في نطاق محافظة الشرقية).
  - منطقة جنوب سهل الحسينية زمام 64 ألف فدان (في نطاق محافظة الشرقية).
  - منطقة شرق بحر البقر زمام 47 ألف فدان (في نطاق محافظتي الاسماعيلية وبورسعيد).
  - منطقة بركة أم الريش زمام 21 ألف فدان (في نطاق محافظة بورسعيد).
  - منطقة سهل جنوب بورسعيد زمام 45 ألف فدان (في نطاق محافظة بورسعيد).
- المرحلة الثانية: يبلغ إجمالي الزمام المترتب ريه علي ترعة الشيخ جابر الصباح من خلف سحارة السلام داخل شمال سيناء حتى وادي العريش 400 ألف فدان شرق قناة السويس موزعة علي النحو التالي:
  - منطقة سهل الطينة زمام 50 ألف فدان (في نطاق محافظة بورسعيد).
  - منطقة جنوب القنطرة شرق زمام 75 ألف فدان (في نطاق محافظة الإسماعيلية).
  - منطقة رابعة زمام 70 ألف فدان (في نطاق محافظة شمال سيناء).
  - منطقة بئر العبد زمام 86.500 فدان (في نطاق محافظة شمال سيناء).
  - منطقة السر والقوارير زمام 85 ألف فدان (في نطاق محافظة شمال سيناء).
  - منطقة المزار والميدان زمام 33.500 فدان (في نطاق محافظة شمال سيناء).[3][4]

#### مناطق ترعة سيناء
تضخ المياه المعالجة من محطة المحسمة في ترعة سيناء (شرق القناة) لتستخدم في زراعة 50 ألف فدان.